# Den spanske Danserinde
Den spanske Danserinde (originaltitel The Spanish Dancer) er en amerikansk stumfilm fra 1923 af Herbert Brenon.

## Medvirkende
- Pola Negri som Maritana
- Antonio Moreno som Don Cesar de Bazan
- Wallace Beery som Philip IV
- Kathlyn Williams som Isabel
- Gareth Hughes som Lazarillo
- Adolphe Menjou som Don Salluste